# Europa Cup (vrouwenhandbal) 1961/62
De European Champions Cup 1961/62 is de hoogste internationale club handbalcompetitie in Europa wat door de Internationale Handbalfederatie (IHF) organiseert.

## Deelnemers
| - RSV Mülheim: Kampioen van Duitsland - US Nantes: Kampioen van Frankrijk - ORK Belgrado: Kampioen van Joegoslavië - KS Cracovia: Kampioen van Polen - Danubia Wien: Kampioen van Oostenrijk - Rapid București: Kampioen van Roemenië - Știința București: Titelhouder - Sparta Praag: Kampioen van Tsjecho-Slowakije |

## Kwartfinale
| Team 1            | Score   | Team 2          | 1       | 2       |
| ----------------- | ------- | --------------- | ------- | ------- |
| Știința București | 14 – 12 | Rapid București | 10 – 08 | 04 – 04 |
| ORK Belgrado      | 10 – 09 | KS Cracovia     | 03 – 04 | 07 – 05 |
| RSV Mülheim       | 09 – 06 | Danubia Wien    | 06 – 01 | 03 – 05 |
| Sparta Praag      | 36 – 05 | US Nantes       | 20 – 02 | 16 – 03 |

## Halve finale
| Team 1            | Score   | Team 2       | 1       | 2       |
| ----------------- | ------- | ------------ | ------- | ------- |
| Știința București | 11 – 13 | ORK Belgrado | 06 – 07 | 05 – 06 |
| RSV Mülheim       | 09 – 12 | Sparta Praag | 7 – 6   | 02 – 06 |

## Finale
| Team 1       | Score  | Team 2       |
| ------------ | ------ | ------------ |
| ORK Belgrado | 3 – 2  | Sparta Praag |
| ORK Belgrado | 4 – 9  | Sparta Praag |
| Totaal       |        |              |
| ORK Belgrado | 7 – 11 | Sparta Praag |

|              |
|              |
| Sparta Praag |
| 1ste titel   |